# شوونته زلوس
شوونته زلوس (انگلیسی: Shavonte Zellous؛ زادهٔ ۲۸ اوت ۱۹۸۶) بازیکن بسکتبال اهل ایالات متحده آمریکا است.